# Чемпионат мира по волейболу среди младших девушек 2024
1-й Чемпионат мира по волейболу среди младших девушек прошёл с 17 по 24 августа 2024 года в Лиме (Перу) с участием 16 сборных команд, составленных из игроков не старше 17 лет. Чемпионский титул выиграла младшая юниорская сборная Китая.

## Команды-участницы
Перу — команда страны-организатора;
Италия, Турция, Хорватия — по итогам чемпионата Европы среди младших девушек 2023;
Япония, Китай, Тайвань — по итогам чемпионата Азии среди младших девушек 2023;
Мексика, Пуэрто-Рико, Канада — по итогам чемпионата NORCECA среди младших девушек 2023;
Аргентина, Бразилия, Эквадор — по итогам чемпионата Южной Америки среди младших девушек 2023;
Египет — по итогам чемпионата Африки среди младших девушек 2023;
Таиланд, Доминиканская Республика  — по результатам юниорского рейтинга ФИВБ среди .

## Квалификация
Всего для участия в чемпионате мира квалифицировалось 16 команд. Кроме сборной Перу, представлявшей страну-хозяйку чемпионата, 13 команд преодолели отбор по итогам 5 континентальных чемпионатов. Оставшиеся две вакансии были заполнены по результатам юниорского рейтинга ФИВБ среди сборных, занявших 4-е места в континентальных чемпионатах Европы, Азии и NORCECA.
Изначально квота от каждой конфедерации по итогам континентальных чемпионатов составляла 3 команды, но из-за того, что в чемпионате Африки участвовало всего 3 сборных, африканская квота в итоге составила всего одну команду. Оставшиеся две путёвки были распределены по мировому юниорскому рейтингу.
| Турнир | Дата                       | Место проведения        | Количество путёвок | Команды                          |
| --- | -------------------------- | ----------------------- | ------------------ | -------------------------------- |
| Сборная страны-организатора чемпионата                                                                               |                            |                         | 1                  | Перу                             |
| Чемпионат Европы среди младших девушек 2023                                                                          | 11—23 июля 2023            | Врнячка-Баня/ Бекешчаба | 3                  | Италия Турция Хорватия           |
| Чемпионат Азии среди младших девушек 2023                                                                            | 1—8 июля 2023              | Ханчжоу                 | 3                  | Япония Китай Тайвань             |
| чемпионата NORCECA среди младших девушек 2023                                                                        | 21—26 ноября 2023          | Тегусигальпа            | 3                  | Мексика Пуэрто-Рико Канада       |
| Чемпионат Южной Америки среди младших девушек 2023                                                                   | 27 сентября—1 октября 2023 | Лима                    | 3                  | Аргентина Бразилия Эквадор*      |
| Чемпионат Африки среди младших девушек 2023                                                                          | 2—7 декабря 2023           | Абуджа                  | 1                  | Египет                           |
| Мировой рейтинг U17 среди стран, занявших 4-е места на чемпионатах Европы, Азии и NORCECA среди младших девушек 2023 | февраль 2024               |                         | 2                  | Таиланд Доминиканская Республика |

* Эквадор, занявший 4-е место на чемпионате Южной Америки среди младших девушек, квалифицировался на чемпионат мира после того, как бронзовый призёр южноамериканского первенства Перу, была объявлена страной-хозяйкой чемпионата мира, освободив одно место для Южноамериканской конфедерации волейбола.

## Система розыгрыша
Соревнования состояли из предварительного этапа и плей-офф. На предварительной стадии команды-участницы были разбиты на 4 группы, в которых играли в один круг. Все 16 команд вышли в 1/8-финала плей-офф и далее по системе с выбыванием определили призёров чемпионата. Итоговые 5—8-е места разыграли команды, выбывшие в четвертьфинале плей-офф, итоговые 9—16-е — выбывшие в 1/8-финала.
Первичным критерием при распределении мест в группах являлось общее количество побед. При равенстве этого показателя в расчёт последовательно брались количество очков, соотношение партий, мячей, результаты личных встреч. За победы со счётом 3:0 и 3:1 команды получали по 3 очка, за победы 3:2 — по 2 очка, за поражения 2:3 — по 1 очку, за поражения 0:3 и 1:3 очки не начислялись.
По четырём группам предварительного этапа 4 команды-участницы (хозяева турнира (Перу) и 3 лучшие по мировому рейтингу) были распределены по системе «змейка» в соответствии с их рейтингом по состоянию на начало 2024 года (указан в скобках). Команда Перу возглавила свою группу вне зависимости от рейтинга. Остальные 12 команд в соответствии с рейтингом были размещены в четырёх корзинах и в результате жеребьёвки, прошедшей 1 мая 2024 года в Лозанне (Швейцария), распределены по группам предварительного этапа. 
Состав групп выглядит следующим образом:
| Группа A                                                             | Группа B                                      | Группа С                                          | Группа D                                              |
| -------------------------------------------------------------------- | --------------------------------------------- | ------------------------------------------------- | ----------------------------------------------------- |
| Перу (хозяин) Бразилия (6) Доминиканская Республика (13) Канада (23) | Турция (2) Таиланд (5) Китай (9) Эквадор (57) | Италия (3) Аргентина (8) Египет (10) Мексика (21) | Япония (4) Хорватия (7) Пуэрто-Рико (14) Тайвань (24) |

## Игровые арены
Лима.
В многофункциональной крытой арене «Колисео Эдуардо Дибос» (исп. Coliseo Eduardo Dibós) прошли матчи групп А и С предварительного этапа, 4 матча 1/8-финала и поединки плей-офф за 1-8 места. Арена открыта в 1989 году в районе Сан-Борха, расположенном в центральной части Лимы. Вместимость — 4600 зрителей.
В полиспортивной крытой арене «Вилья-Эль-Сальвадор» (исп. Polideportivo de Villa El Salvador) прошли матчи групп B и D предварительного этапа, 4 матча 1/8-финала и поединки плей-офф за 9-16 места. Арена открыта в 2019 году в районе Вилья-Эль-Сальвадор, расположенном в юго-западной части Лимы. Вместимость — 5034 зрителя.

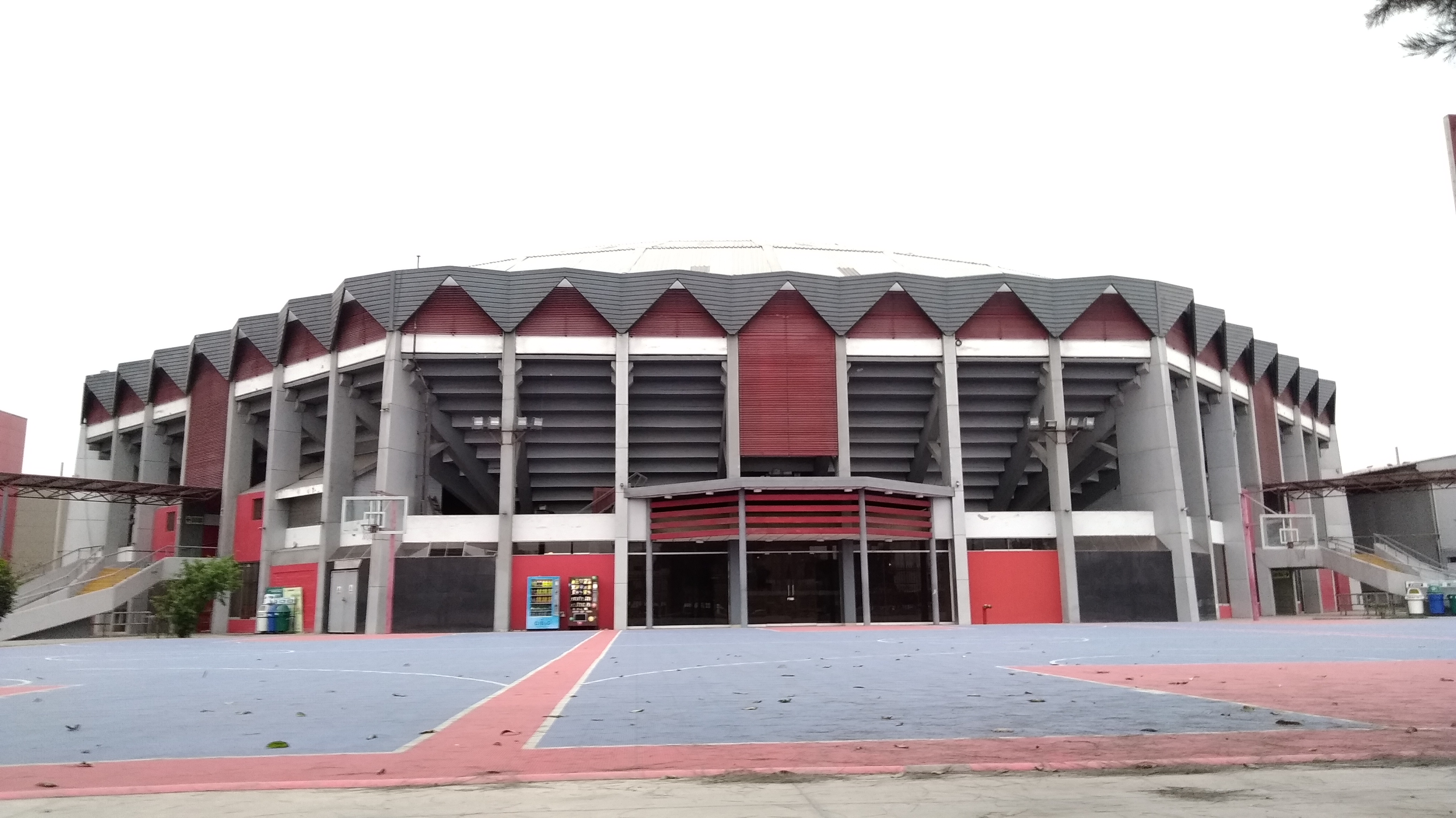
Лима Coliseo Eduardo Dibós

- Лима
Coliseo Eduardo Dibós

## Предварительный этап

### Группа A
| М | Команда                  | 1   | 2   | 3   | 4   | И | В | П | С/П | О |
| - | ------------------------ | --- | --- | --- | --- | - | - | - | --- | - |
| 1 | Бразилия                 |     | 3:0 | 3:0 | 3:0 | 3 | 3 | 0 | 9:0 | 9 |
| 2 | Перу                     | 0:3 |     | 3:1 | 3:0 | 3 | 2 | 1 | 6:4 | 6 |
| 3 | Доминиканская Республика | 0:3 | 1:3 |     | 3:1 | 3 | 1 | 2 | 4:7 | 3 |
| 4 | Канада                   | 0:3 | 0:3 | 1:3 |     | 3 | 0 | 3 | 1:9 | 0 |

17 августа
Доминиканская Республика — Канада 3:1 (25:21, 18:25, 25:18, 25:11); Бразилия — Перу 3:0 (25:20, 25:15, 25:16).
18 августа
Бразилия — Доминиканская Республика 3:0 (25:19, 25:16, 25:8); Перу — Канада 3:0 (25:23, 25:14, 25:14).
19 августа
Бразилия — Канада 3:0 (25:12, 25:18, 25:16); Перу — Доминиканская Республика 3:1 (25:12, 25:19, 28:30, 25:23).

### Группа В
| М | Команда | 1   | 2   | 3   | 4   | И | В | П | С/П | О |
| - | ------- | --- | --- | --- | --- | - | - | - | --- | - |
| 1 | Китай   |     | 3:1 | 3:0 | 3:0 | 3 | 3 | 0 | 9:1 | 9 |
| 2 | Турция  | 1:3 |     | 3:0 | 3:0 | 3 | 2 | 1 | 7:3 | 6 |
| 3 | Таиланд | 0:3 | 0:3 |     | 3:0 | 3 | 1 | 2 | 3:6 | 3 |
| 4 | Эквадор | 0:3 | 0:3 | 0:3 |     | 3 | 0 | 3 | 0:9 | 0 |

17 августа
Китай — Таиланд 3:0 (25:16, 25:8, 25:17); Турция — Эквадор 3:0 (25:18, 25:16, 25:14).
18 августа
Таиланд — Эквадор 3:0 (25:14, 25:20, 25:12); Китай — Турция 3:1 (25:20, 22:25, 28:26, 25:15).
19 августа
Турция — Таиланд 3:0 (25:23, 27:25, 25:13); Китай — Эквадор 3:0 (25:7, 25:5, 25:15).

### Группа C
| М | Команда   | 1   | 2   | 3   | 4   | И | В | П | С/П | О |
| - | --------- | --- | --- | --- | --- | - | - | - | --- | - |
| 1 | Италия    |     | 3:2 | 3:0 | 3:0 | 3 | 3 | 0 | 9:2 | 8 |
| 2 | Мексика   | 2:3 |     | 3:0 | 3:0 | 3 | 2 | 1 | 8:3 | 7 |
| 3 | Аргентина | 0:3 | 0:3 |     | 3:0 | 3 | 1 | 2 | 3:6 | 3 |
| 4 | Египет    | 0:3 | 0:3 | 0:3 |     | 3 | 0 | 3 | 0:9 | 0 |

17 августа
Аргентина — Египет 3:0 (25:18, 25:17, 25:20); Италия — Мексика 3:2 (19:25, 17:25, 25:14, 25:19, 15:10).
18 августа
Мексика — Аргентина 3:0 (25:22, 25:22, 25:19); Италия — Египет 3:0 (25:10, 25:16, 25:20).
19 августа
Мексика — Египет 3:0 (25:19, 25:14, 25:13); Италия — Аргентина 3:0 (25:12, 25:17, 25:22).

### Группа D
| М | Команда     | 1   | 2   | 3   | 4   | И | В | П | С/П | О |
| - | ----------- | --- | --- | --- | --- | - | - | - | --- | - |
| 1 | Япония      |     | 3:1 | 3:0 | 3:1 | 3 | 3 | 0 | 9:2 | 9 |
| 2 | Тайвань     | 1:3 |     | 3:0 | 3:1 | 3 | 2 | 1 | 7:4 | 6 |
| 3 | Пуэрто-Рико | 0:3 | 0:3 |     | 3:0 | 3 | 1 | 2 | 3:6 | 3 |
| 4 | Хорватия    | 1:3 | 1:3 | 0:3 |     | 3 | 0 | 3 | 2:9 | 0 |

17 августа
Пуэрто-Рико — Хорватия 3:0 (25:21, 25:23, 25:11); Япония — Тайвань 3:1 (25:16, 20:25, 25:13, 25:14).
18 августа
Тайвань — Хорватия 3:1 (18:25, 25:14, 25:19, 25:15); Япония — Пуэрто-Рико 3:0 (25:10, 25:23, 25:23).
19 августа
Тайвань — Пуэрто-Рико 3:0 (25:23, 25:16, 25:20); Япония — Хорватия 3:1 (25:17, 21:25, 25:15, 25:20).

## Плей-офф

### 1/8-финала
20 августа
Италия — Канада 3:0 (25:19, 25:17, 25:17).
Тайвань — Таиланд 3:0 (25:14, 25:15, 25:22).
Бразилия — Египет 3:1 (25:18, 25:13, 15:25, 25:12).
Турция — Пуэрто-Рико 3:0 (25:18, 25:7, 25:18).
Мексика — Доминиканская Республика 3:0 (25:18, 25:19, 25:16).
Китай — Хорватия 3:0 (25:12, 25:7, 25:11).
Перу — Аргентина 3:2 (21:25, 25:19, 25:20, 21:25, 15:13).
Япония — Эквадор 3:0 (25:9, 25:18, 25:15).

### Четвертьфинал за 9—16-е места
22 августа
Хорватия — Доминиканская Республика 3:0 (25:15, 25:20, 25:19).
Пуэрто-Рико — Канада 3:1 (25:21, 16:25, 25:21, 25:19).
Таиланд — Египет 3:1 (25:13, 23:25, 25:17, 25:13).
Аргентина — Эквадор 3:0 (25:14, 25:21, 25:15).

### Четвертьфинал за 1—8-е места
22 августа
Китай — Мексика 3:0 (25:10, 25:16, 25:6).
Тайвань — Бразилия 3:1 (23:25, 25:19, 25:20, 25:19).
Италия — Турция 3:1 (21:25, 25:15, 25:18, 25:23).
Япония — Перу 3:1 (25:21, 25:15, 23:25, 25:17).

### Полуфинал за 13—16-е места
23 августа
Канада — Доминиканская Республика 3:1 (26:24, 19:25, 25:21, 25:15).
Египет — Эквадор 3:0 (25:20, 25:21, 25:20).

### Полуфинал за 9—12-е места
23 августа
Пуэрто-Рико — Хорватия 3:0 (25:21, 30:28, 26:24).
Аргентина — Таиланд 3:2 (15:25, 25:22, 11:25, 25:16, 15:9).

### Полуфинал за 5—8-е места
23 августа
Бразилия — Мексика 3:2 (20:25, 25:12, 24:26, 25:17, 15:9).
Перу — Турция 3:1 (25:22, 25:17, 22:25, 25:21).

### Полуфинал за 1—4-е места
23 августа
Китай — Тайвань 3:0 (25:17, 25:15, 25:19).
Япония — Италия 3:1 (25:17, 25:11, 20:25, 25:22).

### Матч за 15-е место
24 августа
Доминиканская Республика — Эквадор 3:0 (25:17, 25:18, 25:20).

### Матч за 13-е место
24 августа
Канада — Египет 3:2 (25:19, 27:25, 25:27, 20:25, 15:13).

### Матч за 11-е место
24 августа
Таиланд — Хорватия 3:0 (25:21, 25:17, 25:17).

### Матч за 9-е место
24 августа
Пуэрто-Рико — Аргентина 3:0 (26:24, 25:14, 25:21).

### Матч за 7-е место
24 августа
Турция — Мексика 3:1 (25:17, 25:19, 22:25, 25:15).

### Матч за 5-е место
24 августа
Бразилия — Перу 3:1 (25:13, 25:20, 24:26, 25:7).

### Матч за 3-е место
24 августа
Италия — Тайвань 3:1 (19:25, 25:17, 25:20, 25:22).

### Финал
24 августа
Китай — Япония 3:0 (25:19, 25:22, 25:18). Отчёт

## Итоги

### Положение команд
| Место | Команда                  |
| ----- | ------------------------ |
| 1     | Китай                    |
| 2     | Япония                   |
| 3     | Италия                   |
| 4     | Тайвань                  |
| 5     | Бразилия                 |
| 6     | Перу                     |
| 7     | Турция                   |
| 8     | Мексика                  |
| 9     | Пуэрто-Рико              |
| 10    | Аргентина                |
| 11    | Таиланд                  |
| 12    | Хорватия                 |
| 13    | Канада                   |
| 14    | Египет                   |
| 15    | Доминиканская Республика |
| 16    | Эквадор                  |

### Призёры
Китай: Чэнь Сяохуэй, Го Чжуннань, Си Цзинъюй, Сунь Хунъюнь, Чжан Цзисюань, Цзя Цзинъя, Хуан Юэсинь, Ли Минцзин, Ян Шумин, Ван Ибо, Фэн Линьлинь, Чан Цзисинь. Главный тренер — Чжао Юн.
  Япония: Рихо Миядзима, Кахо Ёритоми, Эйлин Макаллистер, Кокоро Сэмба, Сая Накаяма, Хикари Кудо, Айна Мидзоками, Рида Судзуки, Майка Кумагаи, Харука Токи, Нанака Сахара, Оука Ёсида. Главный тренер — Даити Саэгуса, . 
  Италия: Аличе Гуэрра, Стелла Карузо, Сара Мори, Лайла Вити, Ребекка Аймаретти, Ванесса Эрнандес, Лудовика Тозини, Алессия Манда, Стелла Корнелли, Миранда Дзанелла, Вирджиния Ди Наполи, Перла Массалья. Главный тренер — Паскуале Д’Аньелло.

### Индивидуальные призы
| - MVP Ян Шумин - Лучшая связующая Чжан Цзисюань - Лучшие центральные блокирующие Чэнь Сяохуэй Аличе Гуэрра | - Лучшая диагональная Ян Шумин - Лучшие доигровщицы Сая Накаяма Лудовика Тозини - Лучшая либеро Кокоро Сэмба |